# Digable Planets
A Digable Planets alternatív/jazz rap zenekar 1987-ben formálódott meg Brooklynban. Tagjai: Ishmael Butler, Craig Irving, Mary-Ann Vieira. Az együttes két nagylemezt, egy válogatáslemezt és egy koncertalbumot dobott piacra. A zenekarra főleg a legendás A Tribe Called Quest hatott, ugyanis a Digable Planets is dzsessz hangszerekkel rapet játszik.
1995-ben és 2011-ben feloszlottak, de 2017 óta újból együtt vannak, és a zenekar legelső koncertlemeze is 2017-ben került a boltok polcaira.

## Diszkográfia
- Reachin' (A New Refutation of Time and Space) (1993, stúdióalbum)
- Blowout Comb (1994, stúdióalbum)

## Egyéb kiadványok
- Beyond the Spectrum: The Creamy Spy Chronicles (2005, válogatáslemez)
- Digable Planets Live (2017, koncertalbum)